# Coronacrisis in Sint Maarten
De coronacrisis in het Nederlandse deel van Sint Maarten ontstond door de uitbraak van SARS-CoV-2. De aanwezigheid van het virus werd hier voor het eerst op 17 maart 2020 bevestigd. Op 31 maart overleed de eerste persoon aan de ziekte COVID-19 die door het virus wordt veroorzaakt.
De eerste golf van besmettingen duurde van 16 maart tot 14 juni 2020, de tweede van 14 juli 2020 tot 23 november 2021, de derde van 1 december 2021 tot 28 februari 2022. Op 6 april 2022 lagen er nog 95 coronapatiënten op de ic.

## Achtergrond
Op 12 januari 2020 bevestigde de Wereldgezondheidsorganisatie (WHO) dat een nieuw coronavirus (SARS-CoV-2) de oorzaak was van een luchtwegaandoening bij een cluster van mensen in Wuhan in de provincie Hubei in China. Dit werd op 31 december 2019 aan de WHO gemeld.
Het sterftepercentage voor COVID-19 was veel lager dan SARS in 2003 (SARS-CoV-1), maar de ziekte-overdracht bleek aanzienlijk groter te zijn, waardoor het totale aantal doden veel hoger ligt.

## Extra medische capaciteit
Van de zes eilanden in het koninkrijk was de nood op 5 maart 2020 het hoogst in Sint Maarten. Op deze dag vloog de Nederlandse luchtmacht ernaartoe met aan boord medische apparatuur en medicijnen. Hiermee konden extra intensivecarebedden gerealiseerd worden die bedoeld waren voor patiënten van alle eilanden in het koninkrijk. Op 15 april was het hiervoor benodigde personeel via een internationaal medisch uitzendbureau ingehuurd door Nederland en inmiddels ook aangekomen op Sint Maarten.
14 april 2020 zijn er een verpleegkundige vanuit het Rijksinstituut voor Volksgezondheid en Milieu en een WASH-specialist (water, sanitatie en hygiëne) van het Nederlandse Rode Kruis naar Sint Maarten gestuurd. De verpleegkundige ondersteunde de afdeling publieke gezondheid van Sint Maarten, de specialist ondersteunde het lokale Rode Kruis onder andere met het beter bereiken van de groep ongedocumenteerden op het eiland.

## Situatie over de grens
Aan de overzijde van de grens, in Franstalig Sint-Maarten, werd de eerste besmetting op 1 maart vastgesteld. Het ging om een echtpaar van wie later ook de zoon positief werd getest. Zij waren kort ervoor uit Parijs teruggekeerd. Op 26 maart overleed de eerste patiënt aan Franse zijde aan het virus. Op 10 april 2020 waren aan Franse zijde 19 besmettingen geregistreerd en 2 mensen overleden.

## Tijdlijn

### Maart 2020
- 1 maart: Aan de overzijde van de grens, in Franstalig Sint-Maarten, wordt de eerste besmetting met SARS-CoV-2 vastgesteld. Het gaat om een echtpaar; later wordt ook de zoon zoon positief getest. Zij waren kort ervoor uit Parijs teruggekeerd.[10]
- 6 maart: Het Rijksinstituut voor Volksgezondheid en Milieu (RIVM) stelt vast dat de bovenwindse eilanden van het koninkrijk niet goed zijn voorbereid op de komst van het SARS-CoV-2-virus. Volgens het RIVM zijn er beperkte mogelijkheden voor isolatie en quarantaine.[13] Daarbij blijkt dat Sint Maarten, evenals Aruba en Curaçao, achter is gebleven bij de invoering van de International Health Regulations. Deze werden overeengekomen door de 196 lidstaten van de Wereldgezondheidsorganisatie (WHO) en werden van kracht in 2007. Sinds vijf jaar ligt de eindverantwoordelijkheid hiervoor niettemin bij het RIVM. Toen tekende Nederland met de drie landen een samenwerkingsovereenkomst omdat was gebleken dat ze niet opgewassen waren tegen een eventuele uitbraak van een besmettelijke ziekte.[14]
- 12 maart: Carnaval wordt dit jaar uitgesteld, in overeenstemming met de aanbevelingen van de WHO.[15]
- 17 maart: Voor het eerst wordt een besmetting met SARS-CoV-2 in Sint Maarten bevestigd. Het betreft een lokale mannelijke inwoner die onlangs naar het Verenigd Koninkrijk was geweest en via Miami was gereisd.[16][17] Het vliegveld en de havens worden gesloten voor passagiers. Dit geldt niet voor inwoners van Sint Maarten, die veertien dagen in quarantaine moeten, en essentiële reizen uit Saba, Sint-Eustatius end Curaçao. Alle scholen gaan dicht.[18]
- 18 maart: Om de verspreiding van COVID-19 te beperken, worden met ingang van vanmiddag alle scholen en niet-essentiële bedrijven gesloten.[19]
- 20 maart: Het Sint Maarten Medical Center (SMMC) sluit een overeenkomst met het Curaçao Medisch Centrum voor patiënten die acute noodhulp nodig hebben en niet door het SMMC zelf behandeld kunnen worden. De landen waar deze patiënten gewoonlijk naartoe gaan zijn niet meer toegankelijk omdat ze hun grenzen hebben gesloten.[20] Er wordt een lijst van maximumprijzen voor sommige essentiële goederen gepubliceerd.[21][22]
- 21 maart: Premier Silveria Jacobs geeft de opdracht om de reisbeperking te verlengen van 14 naar 21 dagen.[23]
- 22 maart: Repatriëring naar Sint Maarten wordt nog tot zondag 22 maart om 23:59 uur toegestaan. Hierna worden alleen nog vrachtvluchten toegestaan of vluchten die passagiers van Sint Maarten naar hun eigen land terugbrengen.[24] Er wordt een tweede besmetting vastgesteld.[25]
- 23 maart: Een gevangene in Pointe Blanche is positief getest op het virus. Er heerst angst onder de andere gevangenen ook besmet te raken. Volgens advocaat Sjamira Roseburg stellen de maatregelen in het detentiecentrum weinig voor.[26] Er zitten 322 personen in quarantaine en 57 in isolatie. Het aantal afgenomen tests is cumulatief 22 en het aantal cumulatieve besmettingen 2.[27]
- 25 maart: Stagiaires breken hun stage in groten getale af en keren terug naar hun eigen land.[28] Er zitten 378 personen in quarantaine en 77 in isolatie. Het aantal afgenomen tests is cumulatief 27 en het aantal cumulatieve besmettingen 3.[27]
- 26 maart: Er zitten 378 personen in quarantaine en 77 in isolatie. Het aantal afgenomen tests is cumulatief 33 en het aantal cumulatieve besmettingen 3.[27] Aan de overzijde van de grens, in Franstalig Sint-Maarten, overlijdt de eerste patiënt aan het virus.[11]
- 27 maart: Er zitten 402 personen in quarantaine en 102 in isolatie. Het aantal afgenomen tests is cumulatief 33 en het aantal cumulatieve besmettingen 3.[27]
- 28 maart: In het totaal zijn er vandaag zes coronabesmettingen op Sint Maarten bevestigd.[29] Er zitten 421 personen in quarantaine en 119 in isolatie. Het aantal afgenomen tests is cumulatief 41 en het aantal cumulatieve besmettingen 6.[27]
- 29 maart: De regering legt het personenverkeer in het hele land aan banden. Burgers worden verplicht een door de werkgever ondertekende verklaring bij zich te hebben die bevestigt dat ze naar hun werk reizen (formulier A) of een essentiële reden hebben om te reizen (formulier B).[30] Er zitten 357 personen in quarantaine en 123 in isolatie. Het aantal afgenomen tests is cumulatief 48 en het aantal cumulatieve besmettingen 6.[27]
- 30 maart: Er wordt een avondklok ingevoerd van 20.00 uur 's nachts uur tot 6.00 uur 's ochtends.[30] Er zitten 336 personen in quarantaine en 129 in isolatie. Het aantal afgenomen tests is cumulatief 52 en het aantal cumulatieve besmettingen 6.[27]
- 31 maart: Het virus wordt bij nog eens 10 mensen aangetroffen. Het totaal aantal besmettingen komt hiermee op 16.[31]
- 31 maart: Voor het eerst overlijdt iemand in Sint Maarten aan COVID-19.[31] Er zitten 288 personen in quarantaine en 103 in isolatie. Het aantal afgenomen tests is cumulatief 58.[27]

### April 2020
- 1 april: Vrijwilligers delen tienduizend overgebleven vliegtuigmaaltijden uit aan inwoners van achterstandswijken.[32] Er zitten 259 personen in quarantaine en 104 in isolatie. Het aantal afgenomen tests is cumulatief 64 en het aantal cumulatieve besmettingen 18.[27]
- 2 april: Er zijn weer nieuwe besmettingen vastgesteld. Sint Maarten telt sinds vandaag 23 positief geteste patiënten, onder wie 18 mannen en 5 vrouwen. Drie van hen zijn opgenomen in het ziekenhuis.[33] Sint Maarten telt zijn tweede coronadode. De patiënt overleed in het SMMC.[33][34] Er zitten 273 personen in quarantaine en 123 in isolatie. Het aantal afgenomen tests is cumulatief 82.[27]
- 3 april: Het dodental als gevolg van COVID-19 stijgt van 2 naar 4.[35]
- 4 april: Het aantal vastgestelde besmettingen stijgt naar 25.[36]
- 4 april: Er zitten 274 personen in quarantaine en 132 in isolatie. Het aantal afgenomen tests is cumulatief 82.[27]

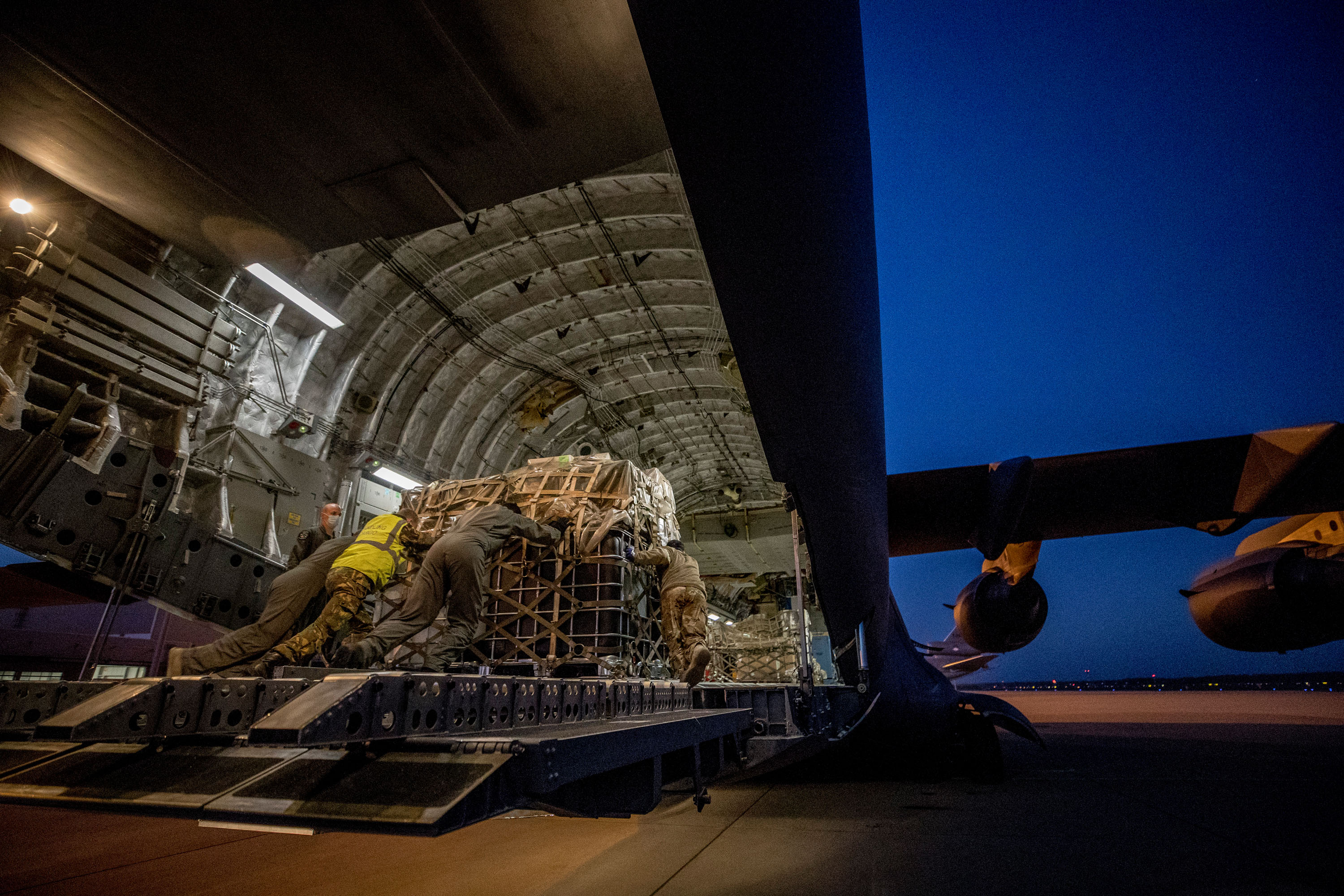
Medische zending vanuit Eindhoven met medische apparatuur en medicijnen, 5 april 2020

- 5 april: Er wordt een totale lockdown ingesteld voor de duur van twee weken. Hierdoor geldt de 'avondklok' de gehele dag. Ook de supermarkten zijn dicht. De maatregelen overvallen een deel van de mensen. Ook hebben sommigen onvoldoende kunnen inslaan, omdat ze daar nog geen geld voor hadden.[37] Enkele dagen later wordt de lockdown versoepeld: supermarkten mogen vanaf dan wel bezorgen.[38] Medische zending vanuit Eindhoven met medische apparatuur en medicijnen, 5 april 2020 De Nederlandse luchtmacht vervoert medische apparatuur en medicijnen naar Sint Maarten. Hiermee kunnen extra intensivecarebedden gerealiseerd worden die bedoeld zijn voor patiënten van alle eilanden in het koninkrijk.[8] Er zitten 273 personen in quarantaine en 168 in isolatie. Het aantal afgenomen tests is cumulatief 105 en het aantal cumulatieve besmettingen 37. Het totaal aantal overledenen is gestegen naar 6.[27]
- 6 april: Er zitten 114 personen in quarantaine en 196 in isolatie. Het aantal afgenomen tests is cumulatief 112, het aantal cumulatieve besmettingen 40 en het totaal aantal overledenen 6.[27]
- 7 april: Er zitten 117 personen in quarantaine en 200 in isolatie. Het aantal afgenomen tests is cumulatief 112, het aantal cumulatieve besmettingen 40 en het totaal aantal overledenen dat toeneemt tot 8.[27]
- 8 april: Er zitten 117 personen in quarantaine en 200 in isolatie. Het aantal afgenomen tests is cumulatief 129, het aantal cumulatieve besmettingen 43 en het totaal aantal overledenen 8.[27]
- 9 april: Sint Maarten, alsook Aruba en Curaçao, krijgt van Europees Nederland een goedkope lening om de komende zes weken te overbruggen.[39] Er zijn 50 besmettingen vastgesteld, onder wie 34 mannen en 16 vrouwen. 203 personen bevinden zich in zelfisolatie omdat ze symptomen van het virus hebben. Eén persoon is onder behandeling.[40] Er zitten 133 personen in quarantaine. Het aantal afgenomen tests is cumulatief 134 en het totaal aantal overledenen 8.[27]
- 10 april: Er zitten 133 personen in quarantaine en 202 in isolatie. Het aantal afgenomen tests is cumulatief 134, het aantal cumulatieve besmettingen 50 en het totaal aantal overledenen 8.[27]
- 11 april: Er zitten 136 personen in quarantaine en 194 in isolatie. Het aantal afgenomen tests is cumulatief 134, het aantal cumulatieve besmettingen 50 en het totaal aantal overledenen neemt toe tot 9.[27]
- 12 april: Er zitten 136 personen in quarantaine en 194 in isolatie. Het aantal afgenomen tests is cumulatief 145, het aantal cumulatieve besmettingen 52, waarvan 15 mannen en 17 vrouwen. Het totaal aantal overledenen is 9 en in totaal zijn 5 personen hersteld van de ziekte.[27]
- 13 april: Er zitten 135 personen in quarantaine en 210 in isolatie. Het aantal afgenomen tests is cumulatief 157, het aantal cumulatieve besmettingen 52, waarvan 15 mannen en 17 vrouwen. Het totaal aantal overledenen is 9 en in totaal zijn 5 personen hersteld van de ziekte.[27]
- 17 april: Er zijn voor het eerst sinds 5 april weer supermarkten open, met lange rijen tot gevolg.[41]
- 19 april: Premier Silveria Jacobs meldt dat de tiende en recentste dode een Nederlander was die aan de Franse kant werd behandeld. Vorige week is hij naar Guadeloupe overgebracht, maar als Nederlander wordt hij uit de telling voor het Franse deel verwijderd en aan de telling voor Nederlands Sint Maarten toegevoegd.[42]
- 20 april: Premier Jacobs meldt dat negen mensen griepachtige symptomen hebben, maar slechts zes geven toestemming voor een test.[43]
- 24 april: Premier Jacobs meldt dat onder de recente updates drie zorgmedewerkers zijn. Er zijn 900 extra testkits ontvangen.[44] De Zr. Ms. Karel Doorman, die op 13 april uit Den Helder was vertrokken om bij de voedselhulp, grenscontrole en openbare orde te assisteren, is in Sint Maarten aangekomen.[45] Nederland, Frankrijk en het Verenigd Koninkrijk gaan gezamenlijk in de Caribische wateren patrouilleren.[46]
- 27 april: De regering van Sint Maarten bestemt NAf 4.7 miljoen van haar budget voor 2020 voor extra gezondheidszorg, waarvan NAf 450.000 voor testen. Het ziekenhuis krijgt NAf 17.8 miljoen extra.[47]
- 30 april: Premier Jacobs maakt bekend dat Sint Maarten begint met sneltesten.[48]

### Mei 2020
- 5 mei: Premier Jacobs deelt mee dat het veertiende overlijden van een patiënt op 24 april heeft plaatsgevonden.[49]
- 6 mei: De Ministerraad besluit hun salarissen met twintig procent te verminderen.[50]
- 7 mei: Premier Jacobs kondigt aan dat de noodtoestand op 17 mei wordt opgeheven. De avondklok blijft van kracht.[51]
- 12 mei: De Collectieve Preventiedienst heeft tot nu toe 5.132 inwoners gescreend. Er is slecht een besmetting gevonden. Vijf mensen hebben de test geweigerd maar zijn in quarantaine geplaatst.[52] Premier Jacobs maakt bekend dat het Nederlandse deel op 18 mei de grens weer wil openen. President Daniel Gibbs van de Franse kant wil ook dat de grens weer opengaat, maar prefect Sylvie Feucher wil de grens nog dichthouden. De Franse regering moet nu beslissen.[53] De interne grens gaat op 2 juni open.[54]

### Juni 2020
- 6 juni: De missen van de Katholieke Kerk beginnen weer. Hat aantal mensen dat wordt toegelaten hangt af van de grootte van de kerk. Mensen jonger dan twaalf jaar of ouder dan zeventig wordt verzocht thuis te blijven.[55]
- 15 juni: Alle besmette personen zijn hersteld.[56]

### Verloop van de eerste golf
Aantal actieve besmettingen van 16 maart tot 14 juni 2020
Vanwege een beveiligingsprobleem met de MediaWiki Graph-software is het momenteel niet mogelijk deze grafiek weer te geven. Zodra de software is bijgewerkt zal de grafiek vanzelf weer zichtbaar worden.

### Juli 2020
- 1 juli: Er is een nieuwe besmetting.[57]
- 3 juli: De zieke is hersteld.[58]
- 15 juli: Er is opnieuw een besmetting gevonden.[59]
- 20 juli: Er zijn twee nieuwe besmettingen.[60]
- 30 juli: Minster van Toerisme Ludmila de Weever maakt bekend dat de grens op 1 augustus weer opengaat voor passagiers uit de Verenigde Staten.[61] Prefect Sylvie Feucher van Frans Sint-Maarten verklaart dat Amerikanen niet op de Franse kant van het eiland worden toegelaten, en dat de grens gesloten wordt om verspreiding van het virus te voorkomen.[62]

### Augustus 2020
- 30 augustus: Het aantal actieve besmettingen bereikt een piek van 267.[63]

### September 2020
- 12 september: Het aantal actieve besmettingen is gedaald tot 84.[64]

### Januari 2021
- 31 januari: Er zijn 167 actieve besmettingen.[65]

### Februari 2021
- 22 februari: Het aantal actieve besmettingen is gedaald tot 49.[66] Het vaccinatieprogramma is gestart.[67]

### Maart 2021
- 5 maart: Op Sint Maarten zijn de California-variant, de Braziliaanse variant en de New York-variant van corona gevonden.[68]
- 13 maart: Staatssecretaris Raymond Knops van Binnenlandse Zaken en Koninkrijksrelaties maakt nog eens 15,2 miljoen euro vrij om de voedselhulp aan Aruba, Sint Maarten en Curaçao tot en met juni voort te kunnen zetten. Tussen mei 2020 en mei 2021 betaalde Nederland al 41,7 miljoen euro. Het Rode Kruis coördineert de voedselhulp.[69]
- 17 maart: Sint Maarten dient bij de Verenigde Naties een klacht in tegen Nederland, dat zich neokoloniaal en racistisch op zou stellen bij het verstrekken van coronahulp.[70]
- 21 maart: Sint Maarten plaatst de ABC-eilanden op de lijst van landen met een hoog risico. Bewoners van Aruba, Bonaire en Curaçao kunnen alleen nog naar Sint Maarten als ze een negatieve PCR-test kunnen overhandigen die niet ouder is dan 72 uur.[71]
- 26 maart: Sint Maarten krijgt voorlopig geen Nederlandse coronasteun, nadat het bij de VN een klacht heeft ingediend over vermeend racisme door de Nederlandse overheid.[72]

### April 2021
- 5 april: Sint Maarten laat geen bewoners uit Aruba, Bonaire en Curaçao meer toe in verband met het stijgende aantal besmettingen op die eilanden. Op Sint Maarten zijn al geruime tijd weinig besmettingen.[73]
- 14 april: Bij 24 coronapatiënten is de Britse variant van het virus aangetroffen.[74]
- 20 april: Omar Ottley (UP) treedt aan als nieuwe minister van Volksgezondheid, Sociale Ontwikkeling en Arbeidszaken.[75][76]
- 27 april: Twee personen zijn besmet met de Indiase variant van het virus.[77]
- 29 april: De Raad van State adviseert dat Nederland de voorwaarden voor de coronahulp aan Sint Maarten, Aruba en Curaçao aanpast, omdat het wetsvoorstel in strijd is met het Koninkrijksstatuut, dat de spelregels bepaalt voor hoe Nederland en de eilanden met elkaar omgaan. Het gaat met name om de manier waarop Nederland toezicht houdt en hervormingen wil uitvoeren. De klacht van Sint Maarten bij de VN zou achterhaald zijn nu de Raad van State ook aanpassingen wil.[78]

### Mei 2021
- 6 mei: Sint Maarten heeft de ambitie 34.000 van de ruim 41.000 inwoners te vaccineren. Inmiddels hebben bijna 14.000 mensen ten minste één vaccinatie gekregen.[79]
- 13 mei: Demissionair staatssecretaris Raymond Knops schrijft aan minister-president Silveria Jacobs dat Sint-Maarten voorlopig toch geen coronasteun krijgt, omdat de regering het wanbestuur van het vliegveld nog niet heeft aangepakt.[80]

### Juli 2021
- 6 juli: De Nederlandse regering stuurt nog eens 14,1 miljoen euro naar Sint Maarten, Curaçao en Aruba voor voedselhulp. Het totale bedrag sinds het begin van de coronacrisis komt hiermee op 85,4 miljoen euro.[81]

### Verloop van de tweede golf
Aantal actieve besmettingen van 14 juli 2020 tot 23 november 2021
Vanwege een beveiligingsprobleem met de MediaWiki Graph-software is het momenteel niet mogelijk deze grafiek weer te geven. Zodra de software is bijgewerkt zal de grafiek vanzelf weer zichtbaar worden.

### December 2021
- 20 december: Op de Franse kant van het eiland is een patiënt besmet met de omikronvariant van het coronavirus.[82]

### Januari 2022
- 7 januari: Het aantal positief geteste mensen is sinds 20 december opgelopen van 59 naar 1280. Dit zijn ongeveer 1500 mensen per 100.000 inwoners.[83][84]
- 11 januari: Het aantal besmettingen blijft toenemen, net als de ziekenhuisopnames. Uitgaansgelegenheden moeten vanaf 12 januari om 23.00 uur de deuren sluiten.[85]
- 24 januari: De snelle toename van het aantal coronabesmettingen lijkt voorbij. Het aantal besmette personen is sinds 15 januari gedaald van 2.618 tot 1.409.[86]

### Februari 2022
- 21 februari: Minister van Volksgezondheid Omar Ottley maakt bekend dat Sint Maarten overgaat naar een endemische fase van COVID-19, met een uitbreiding van de openingsuren van het nachtleven en herziene reisbeperkingen.[87]

### April 2022
- 1 april: Er zijn nog 77 actieve besmettingen.[88]
- 6 april: Voor het eerst sinds juli 2021 liggen er minder dan honderd coronapatiënten op de intensive care.[2]

### Verloop van de derde golf
Aantal actieve besmettingen van 1 december 2021 tot 28 februari 2022
Vanwege een beveiligingsprobleem met de MediaWiki Graph-software is het momenteel niet mogelijk deze grafiek weer te geven. Zodra de software is bijgewerkt zal de grafiek vanzelf weer zichtbaar worden.